# Корчунок (Ивано-Франковская область)
Корчунок (укр. Корчунок) — село в Рогатинской городской общине Ивано-Франковского района Ивано-Франковской области Украины.
Население по переписи 2001 года составляло 32 человека. Занимает площадь 1,799 км². Почтовый индекс — 77025. Телефонный код — 03435.